# Kilblomflugor (Xanthogramma)
Kilblomflugor  (Xanthogramma) är ett släkte i familjen blomflugor. Även släktet Fagisyrphus har det svenska namnet kilblomflugor.

## Kännetecken
Kilblomflugor är medelstora blomflugor med en längd på mellan 9 och 13 millimeter. De har en svart och gul teckning vilket gör dem getinglika. De har karakteristiska gula strimmor på ryggskölden och korta gula antenner. De korta antennerna skiljer dem från getingblomflugorna som har liknande gula teckningar på ryggskölden men betydligt längre svarta antenner.

## Levnadssätt
Kilblomflugor påträffas i ängs och hagmarker. Larverna lever på rotlevande bladlöss som vårdas av myror. De vuxna flugorna kan ses besöka olika blommor, till exempel hundkex, blodrot och hagtorn.

## Utbredning
Släktet har drygt 20 arter, de flesta i palearktis. I Europa finns 4 arter som alla förekommer i Sverige.
Kladogram enligt Catalogue of Life och Dyntaxa:
| kilblomflugor | \| \| Xanthogramma anisomorpha \| \| \| \| \| \| Xanthogramma caucasica \| \| \| \| \| \| Smalkilblomfluga \| \| \| \| \| \| Xanthogramma coreanum \| \| \| \| \| \| Xanthogramma eoa \| \| \| \| \| \| Xanthogramma evanescens \| \| \| \| \| \| Xanthogramma festiva \| \| \| \| \| \| Xanthogramma flavipes \| \| \| \| \| \| Xanthogramma flavomarginatus \| \| \| \| \| \| Xanthogramma hissarica \| \| \| \| \| \| Xanthogramma kirgiristana \| \| \| \| \| \| Xanthogramma laetum \| \| \| \| \| \| Xanthogramma maculipenne \| \| \| \| \| \| Xanthogramma marginale \| \| \| \| \| \| Bredkilblomfluga \| \| \| \| \| \| Xanthogramma qinlingensis \| \| \| \| \| \| Xanthogramma sachalinica \| \| \| \| \| \| Xanthogramma sapporensis \| \| \| \| \| \| Xanthogramma seximaculata \| \| \| \| \| \| Xanthogramma sichotana \| \| \| \| \| \| Solkilblomfluga \| \| \| \| \| \| Xanthogramma udege \| \| \| \| |
|               | \| \| Xanthogramma anisomorpha \| \| \| \| \| \| Xanthogramma caucasica \| \| \| \| \| \| Smalkilblomfluga \| \| \| \| \| \| Xanthogramma coreanum \| \| \| \| \| \| Xanthogramma eoa \| \| \| \| \| \| Xanthogramma evanescens \| \| \| \| \| \| Xanthogramma festiva \| \| \| \| \| \| Xanthogramma flavipes \| \| \| \| \| \| Xanthogramma flavomarginatus \| \| \| \| \| \| Xanthogramma hissarica \| \| \| \| \| \| Xanthogramma kirgiristana \| \| \| \| \| \| Xanthogramma laetum \| \| \| \| \| \| Xanthogramma maculipenne \| \| \| \| \| \| Xanthogramma marginale \| \| \| \| \| \| Bredkilblomfluga \| \| \| \| \| \| Xanthogramma qinlingensis \| \| \| \| \| \| Xanthogramma sachalinica \| \| \| \| \| \| Xanthogramma sapporensis \| \| \| \| \| \| Xanthogramma seximaculata \| \| \| \| \| \| Xanthogramma sichotana \| \| \| \| \| \| Solkilblomfluga \| \| \| \| \| \| Xanthogramma udege \| \| \| \| |
|               | Xanthogramma anisomorpha |
|               | |
|               | Xanthogramma caucasica |
|               | |
|               | Smalkilblomfluga |
|               | |
|               | Xanthogramma coreanum |
|               | |
|               | Xanthogramma eoa |
|               | |
|               | Xanthogramma evanescens |
|               | |
|               | Xanthogramma festiva |
|               | |
|               | Xanthogramma flavipes |
|               | |
|               | Xanthogramma flavomarginatus |
|               | |
|               | Xanthogramma hissarica |
|               | |
|               | Xanthogramma kirgiristana |
|               | |
|               | Xanthogramma laetum |
|               | |
|               | Xanthogramma maculipenne |
|               | |
|               | Xanthogramma marginale |
|               | |
|               | Bredkilblomfluga |
|               | |
|               | Xanthogramma qinlingensis |
|               | |
|               | Xanthogramma sachalinica |
|               | |
|               | Xanthogramma sapporensis |
|               | |
|               | Xanthogramma seximaculata |
|               | |
|               | Xanthogramma sichotana |
|               | |
|               | Solkilblomfluga |
|               | |
|               | Xanthogramma udege |
|               | |

### Arter i Sverige
I Sverige är 4 arter påträffade..
| Svenskt namn     | Vetenskapligt namn | Auktor           | Utbredning i Sverige                                         |
| ---------------- | ------------------ | ---------------- | ------------------------------------------------------------ |
| smalkilblomfluga | X. citrofasciatum  | De Geer, 1776    | Götaland, Svealand och södra Norrland.                       |
| bredkilblomfluga | X. pedissequum     | Harris, 1776     | Götaland, Svealand och södra Norrland upp till Ångermanland. |
| solkilblomfluga  | X. stackelbergi    | Violovitsh, 1975 | Götaland och Svealand.                                       |
| X.dives          | X.dives            |                  | Södra Götaland.                                              |

## Etymologi
Det vetenskapliga namnet Xanthogramma betyder gult tecken på grekiska.